# Тентини
Тентини (на френски: Tintigny) е селище в Южна Белгия, окръг Виртон на провинция Люксембург. Населението му е около 3600 души (2006).